# Bruce Derlin
Bruce Phillip Derlin (Sydney, 28 novembre 1961) è un ex tennista neozelandese.

## Biografia
Ottenne il suo best ranking in singolare il 10 dicembre 1984 con la 115ª posizione, mentre nel doppio divenne il 19 maggio 1986, l'83º del ranking ATP.
Nel 1985 raggiunse la finale dell'ATP Firenze in coppia con l'australiano Carl Limberger; in quell'occasione, tuttavia, fu sconfitto dalla coppia australiana formata da David Graham e da Laurie Warder con il punteggio di 1-6, 1-6. La sua migliore prestazione nei tornei del grande slam fu il terzo turno raggiunto nell'Australian Open 1984, nel quale, dopo aver usufruito di un bye al primo turno e aver sconfitto lo statunitense John Mattke nel secondo, fu battuto con il punteggio di 6-7, 6-7, 7-6, 4-6 da Johan Kriek, testa di serie numero quattro del torneo.
Fece parte della squadra neozelandese di Coppa Davis dal 1982 al 1988 con sette convocazioni e un bilancio complessivo di sette vittorie e otto sconfitte.

## Statistiche

### Tornei ATP

#### Doppio

##### Sconfitte in finale (1)
| Legenda singolare                                    |
| Grande Slam (0)                                      |
| ATP World Tour Finals (0)                            |
| ATP Super 9 / ATP Masters Series (0)                 |
| ATP Championship Series / ATP International Gold (0) |
| ATP World Series / ATP International Series (1)      |

| Numero | Data           | Torneo               | Superficie  | Compagno       | Avversari in finale        | Punteggio |
| 1.     | 20 maggio 1985 | ATP Firenze, Firenze | Terra rossa | Carl Limberger | David Graham Laurie Warder | 1-6, 1-6  |

### Tornei minori

#### Singolare

##### Vittorie (1)
| Legenda tornei minori |
| Challenger (1)        |
| Futures (0)           |

| Numero | Data          | Torneo                | Superficie  | Avversario in finale | Punteggio |
| 1.     | 3 agosto 1981 | Bara Challenger, Bara | Terra rossa | Richard Lewis        | 7-6, 6-3  |

#### Doppio

##### Vittorie (7)
| Legenda tornei minori |
| Challenger (7)        |
| Futures (0)           |

| Numero | Data             | Torneo                                    | Superficie  | Compagno         | Avversari in finale                | Punteggio     |
| 1.     | 25 aprile 1983   | Galatina Challenger, Galatina             | Terra rossa | Huub van Boeckel | Iván Camus Ivan Du Pasquier        | 6-2, 7-5      |
| 2.     | 7 aprile 1986    | Lisbon Challenger, Lisbona                | Terra rossa | David Felgate    | Alessandro De Minicis Marko Ostoja | 5-7, 6-3, 6-4 |
| 3.     | 1º giugno 1987   | Dortmund Challenger, Dortmund             | Terra rossa | Menno Oosting    | Udo Riglewski Wolfgang Popp        | 7-6, 6-7, 6-2 |
| 4.     | 11 aprile 1988   | Rio de Janeiro Challenger, Rio de Janeiro | Sintetico   | Tony Mmoh        | Horacio de la Peña Javier Frana    | 6-7, 7-5, 6-3 |
| 5.     | 1º novembre 1989 | Beijing Challenger, Pechino               | Cemento     | Zeeshan Ali      | Brian Devening Craig Johnson       | 6-4, 6-4      |
| 6.     | 14 maggio 1990   | Bangkok Challenger, Bangkok               | Cemento     | Jonathan Canter  | Neil Borwick David Lewis           | 6-4, 6-4      |
| 7.     | 18 novembre 1991 | Auckland Challenger, Auckland             | Cemento (i) | Carl Limberger   | David Adams Paul Hand              | 6-4, 7-5      |